# Йоганн Зігфрід Гуфнагель
Йоганн Зігфрід Гуфнагель (нім. Johann Siegfried Hufnagel; 1724-1795) — німецький зоолог-лепідоптеролог.
В період з 1765 по 1767 роки Гуфнагель опублікував 13 робіт про лускокрилих, всі в журналі «Berlinisches Magazin, oder gesammlete Schriften und Nachrichten für die Liebhaber der Arzneywissenschaft, Naturgeschichte und der angenehmen Wissenschaften überhaupt». Одна з цих робіт була присвячена боротьбі зі шкідниками, 4 містили докладні описи та ілюстрації окремих видів, інші 8 містили відомості про види Macrolepidoptera, що мешкали в околицях Берліна, і про які знав Гуфнагель та були представлені в його колекції метеликів. Видові описи Гуфнагеля були короткими за формою викладу. Це пояснюється тим фактом, що він не знав ще систему найменування елементів малюнка лускокрилих, внаслідок цього його описи частково не піддаються інтерпретації. 87 таксонів метеликів, описаних Гуфнагелем, є актуальними в сучасній номенклатурі.